# Dischides
Dischides is een geslacht van tandschelpen uit de  familie van de Gadilidae.

## Soorten
- Dischides atlantideus (Nicklès, 1955)
- Dischides belcheri Pilsbry & Sharp, 1898
- Dischides belenae Scarabino, 2008
- Dischides celeciai Scarabino, 2008
- Dischides dartevellei (Nicklès, 1979)
- Dischides dichelus (Watson, 1879)
- Dischides hintoni Lamprell & Healy, 1998
- Dischides leloeuffi (Nicklès, 1979)
- Dischides minutus (H. Adams, 1872)
- Dischides montrouzieri Scarabino, 2008
- Dischides ovalis (Boissevain, 1906)
- Dischides politus (S. Wood, 1842)
- Dischides prionotus (Watson, 1879)
- Dischides splendens Raines, 2002
- Dischides viperidens (Melvill & Standen, 1896)
- Dischides yateensis Scarabino, 1995